# Diopsis baigumensis
Diopsis baigumensis är en tvåvingeart som beskrevs av Seguy 1955. Diopsis baigumensis ingår i släktet Diopsis och familjen Diopsidae. Inga underarter finns listade i Catalogue of Life.